# Jutta Leerdam
Jutta Monica Leerdam ('s-Gravenzande, 30 de diciembre de 1998) es una deportista neerlandesa que compite en patinaje de velocidad sobre hielo.
Participó en los Juegos Olímpicos de Pekín 2022, obteniendo una medalla de plata en la prueba de 1000 m.
Ganó diez medallas en el Campeonato Mundial de Patinaje de Velocidad sobre Hielo en Distancia Individual entre los años 2019 y 2025, y dos medallas en el Campeonato Mundial de Patinaje de Velocidad sobre Hielo en Distancia Corta, en los años 2022 y 2024.
Además, obtuvo cinco medallas en el Campeonato Europeo de Patinaje de Velocidad sobre Hielo en Distancia Individual entre los años 2020 y 2024, y tres medallas de oro en el Campeonato Europeo de Patinaje de Velocidad sobre Hielo en Distancia Corta entre los años 2021 y 2025.
Estudió el grado de Economía comercial en la Universidad de Ciencias Aplicadas de Hanze en Groninga.

## Palmarés internacional
| Juegos Olímpicos                           | Juegos Olímpicos                | Juegos Olímpicos  | Juegos Olímpicos      |
| Año                                        | Lugar                           | Medalla           | Prueba                |
| ------------------------------------------ | ------------------------------- | ----------------- | --------------------- |
| 2022                                       | Pekín (China)                   | Medalla de plata  | 1000 m                |
| Campeonato Mundial en Distancia Individual |                                 |                   |                       |
| Año                                        | Lugar                           | Medalla           | Prueba                |
| 2019                                       | Inzell (Alemania)               | Medalla de oro    | Velocidad por equipos |
| 2020                                       | Salt Lake City (Estados Unidos) | Medalla de oro    | 1000 m                |
| 2020                                       | Salt Lake City (Estados Unidos) | Medalla de oro    | Velocidad por equipos |
| 2021                                       | Heerenveen (Países Bajos)       | Medalla de plata  | 1000 m                |
| 2023                                       | Heerenveen (Países Bajos)       | Medalla de oro    | 1000 m                |
| 2023                                       | Heerenveen (Países Bajos)       | Medalla de bronce | 500 m                 |
| 2024                                       | Calgary (Canadá)                | Medalla de bronce | 1000 m                |
| 2025                                       | Hamar (Noruega)                 | Medalla de oro    | Velocidad por equipos |
| 2025                                       | Hamar (Noruega)                 | Medalla de plata  | 500 m                 |
| 2025                                       | Hamar (Noruega)                 | Medalla de bronce | 1000 m                |
| Campeonato Mundial en Distancia Corta      |                                 |                   |                       |
| Año                                        | Lugar                           | Medalla           | Prueba                |
| 2022                                       | Hamar (Noruega)                 | Medalla de oro    | Clasificación general |
| 2024                                       | Inzell (Alemania)               | Medalla de bronce | Clasificación general |
| Campeonato Europeo en Distancia Individual |                                 |                   |                       |
| Año                                        | Lugar                           | Medalla           | Prueba                |
| 2020                                       | Heerenveen (Países Bajos)       | Medalla de oro    | 1000 m                |
| 2020                                       | Heerenveen (Países Bajos)       | Medalla de plata  | Velocidad por equipos |
| 2022                                       | Heerenveen (Países Bajos)       | Medalla de oro    | 1000 m                |
| 2024                                       | Heerenveen (Países Bajos)       | Medalla de oro    | 1000 m                |
| 2024                                       | Heerenveen (Países Bajos)       | Medalla de plata  | 500 m                 |
| Campeonato Europeo en Distancia Corta      |                                 |                   |                       |
| Año                                        | Lugar                           | Medalla           | Prueba                |
| 2021                                       | Heerenveen (Países Bajos)       | Medalla de oro    | Clasificación general |
| 2023                                       | Hamar (Noruega)                 | Medalla de oro    | Clasificación general |
| 2025                                       | Heerenveen (Países Bajos)       | Medalla de oro    | Clasificación general |